# Martesia
Genre
Martesia est un genre de mollusques bivalves marins de la famille des Pholadidae.

## Liste des espèces
Selon ITIS (5 déc. 2020) :
- Martesia cuneiformis (Say, 1822)
- Martesia fragilis A. E. Verrill & Bush, 1890
- Martesia striata (Linnaeus, 1758)

Selon Paleobiology Database (30 oct. 2011) :
- Martesia fragilis
- Martesia mcevoyi
- Martesia meganosensis
- Martesia oligocenica
- Martesia ovalis
- Martesia sanctidominici
- Martesia sanctipauli
- Martesia striata